# Dụ ngôn Những tá điền sát nhân
Những tá điền sát nhân là một dụ ngôn của Chúa Giêsu được ký thuật trong các Phúc Âm Nhất Lãm (Luca 20:9-19, Máccô 12:1-12 và Mátthêu 21:33-46), và có cả trong Phúc Âm Tôma (không thuộc quy điển). Dụ ngôn kể về một chủ vườn nho sai đầy tớ của mình đến gặp các tá điền đang trông coi vườn nho để thu hoạch hoa lợi. Nhưng các người đầy tớ đã bị bọn tá điền bắt, đánh, giết và ném đá họ. Chủ vườn nho sai con trai ông đến vườn nho, bọn tá điền cũng bắt cậu và giết.
Dụ ngôn này được Chúa Giêsu nói với các thượng tế và người Pharisêu trong đền thờ, một tuần trước khi Chúa Giêsu chịu kết án và bị đóng đinh vào thập giá.

## Nội dung
| “                                                                              | Có gia chủ kia trồng được một vườn nho; chung quanh vườn, ông rào giậu; trong vườn, ông khoét bồn đập nhỏ, và xây một tháp canh. Ông cho tá điền canh tác, rồi trẩy đi xa. Gần đến mùa hái nho, ông sai đầy tớ đến gặp các tá điền để thu hoa lợi. Bọn tá điền bắt các đầy tớ ông: chúng đánh người này, giết người kia, ném đá người nọ. Ông lại sai một số đầy tớ khác đông hơn trước: nhưng bọn tá điền cũng xử với họ y như vậy. Sau cùng, ông sai chính con trai mình đến gặp chúng, vì nghĩ rằng: "Chúng sẽ nể con ta." Nhưng bọn tá điền vừa thấy người con, thì bảo nhau: "Đứa thừa tự đây rồi! Nào ta giết quách nó đi, và đoạt lấy gia tài nó!" Thế là chúng bắt lấy cậu, quăng ra bên ngoài vườn nho, và giết đi. Vậy xin hỏi: Khi ông chủ vườn nho đến, ông sẽ làm gì bọn tá điền kia? " Họ đáp: "Ác giả ác báo, ông sẽ tru diệt bọn chúng, và cho các tá điền khác canh tác vườn nho, để cứ đúng mùa, họ nộp hoa lợi cho ông." Đức Giêsu bảo họ: "Các ông chưa bao giờ đọc câu này trong Kinh Thánh sao? Tảng đá thợ xây nhà loại bỏ lại trở nên đá tảng góc tường. Đó chính là công trình của Chúa, công trình kỳ diệu trước mắt chúng ta. Bởi đó, tôi nói cho các ông hay: Nước Thiên Chúa, Thiên Chúa sẽ lấy đi không cho các ông nữa, mà ban cho một dân biết làm cho Nước ấy sinh hoa lợi. Ai ngã xuống đá này, kẻ ấy sẽ tan xương; đá này rơi trúng ai, sẽ làm người ấy nát thịt." Nghe những dụ ngôn Người kể, các thượng tế và người Pharisêu hiểu là Người nói về họ. Họ tìm cách bắt Người, nhưng lại sợ dân chúng, vì dân chúng cho Người là một ngôn sứ. | ” |
| — Phúc âm Mátthêu 20:33-46, Bản dịch của Nhóm Phiên dịch Các giờ kinh Phụng vụ | |   |

## Diễn giải
Tác giả Mátthêu đặt bài dụ ngôn này giữa Dụ ngôn Hai người con (Mt 21,28-32) và Dụ ngôn Tiệc cưới (Mt 22,1-14) trong bối cảnh xung đột giữa Giêsu và các thủ lĩnh dân Do Thái giáo ngày càng trầm trọng. Họ chất vấn về thẩm quyền giảng đạo của Giêsu. Người chủ vườn nho là hình ảnh ẩn dụ về Chúa Cha (Thiên Chúa), các đầy tớ của ông chủ tượng trưng cho các ngôn sứ, những tá điền là những người khước từ, không chấp nhận lời Chúa Cha phán dạy mà cụ thể là giới tư tế Do Thái giáo, và người con trai của chủ vườn nho là Giêsu.
Như vậy, dụ ngôn có ý nói rằng: Thiên Chúa (chủ vườn nho) đã trao một giao ước (vườn nho) cho dân người để biết làm và sống một cách thiện hảo. Khi Thiên Chúa sai các ngôn sứ (đầy tớ) đến để nói với đại diện người dân Israel biết cách thức làm và thu hoạch những điều thiện hảo đó (nho) thì các tư tế Do Thái (tá điền) đã không làm theo lời ngôn sứ, trái lại họ dùng giáo quyền để làm tổn thương cho các vị đó nhằm muốn chiếm trọn quyền kiểm soát toàn dân Israel (vườn nho) cho mình. Thậm chí cuối cùng, Thiên Chúa sai con của ngài là Chúa Giêsu (con trai chủ vườn nho) đến đóng vai trò ngôn sứ cao nhất đến với họ, họ cũng đã thẳng tay giết chết và treo ngoài thành Jerusalem (quẳng ra ngoài vườn nho).